# Liste der Schweizer Botschafter im Iran
Im Jahr 1919 eröffnete die Schweiz in Teheran, der Hauptstadt Irans, ein Konsulat, das 1936 in eine Gesandtschaft aufgewertet wurde.
Die 1951 von Iran beschlossene Verstaatlichung der Anglo-Persian Oil Company führte zu einem Konflikt mit dem Commonwealth of Nations. Von 1952 bis zur Operation Ajax, 1953 war die Schweiz Schutzmacht von Australien und Kanada in Iran.
Von 1954 bis 2001 war der jeweilige Botschafter in Teheran auch bei der jeweiligen Regierung von Afghanistan akkreditiert. Auch nach der Besetzung Afghanistans durch die Rote Armee hielt die Schweizer Regierung ihre Beziehung mit der Regierung von Babrak Karmal in Kabul aufrecht.
Seit dem 21. Mai 1980, nach der Geiselnahme von Teheran, beherbergt die Botschaft die Foreign Interests Section, in welcher Gute Dienste für die Vereinigten Staaten vom Amerika geleistet werden. Dieses Amt leitete bis 1982, Wilhelm Schmid, von 1982 bis 1985 Ernst Iten und bis Februar 2009 Marco Kämpf.
Am 17. September 1981 beschädigte eine Explosion die Eingangstüre und Fenster der Botschaft. Eine sich als armenisch bezeichnende Gruppe reklamierte Urheber des Anschlages, bei dem niemand verletzt wurde, gewesen zu sein.
Vom 20. Juni 2025 bis am 6. Juli 2025 war die Botschaft in Teheran aufgrund des israelisch-iranischer Krieg geschlossen.
| Ernennung Akkreditierung | Name                      | Bemerkungen                                    | ernannt von           | akkreditiert während der Regierung von | Posten verlassen |
| ------------------------ | ------------------------- | ---------------------------------------------- | --------------------- | -------------------------------------- | ---------------- |
| 3. Feb. 1936             | Armin Däniker             | Gesandter                                      | Albert Meyer          | Reza Schah Pahlavi                     | 1945             |
| 9. Feb. 1945             | Charles-Edouard de Bavier | Geschäftsträger, ab 25. Februar 1947 Gesandter | Eduard von Steiger    | Mohammad Reza Pahlavi                  | 1951             |
| 22. Juni 1951            | Alfred Escher             | [ 5 ]                                          | Eduard von Steiger    | Mohammad Reza Pahlavi                  | 1954             |
| 17. Sep. 1954            | Roy Anton Ganz            | [ 6 ]                                          | Rodolphe Rubattel     | Mohammad Reza Pahlavi                  | 1959             |
| 13. März 1959            | Arturo Marcionelli        |                                                | Paul Chaudet          | Mohammad Reza Pahlavi                  | 1963             |
| 29. März 1963            | Max König                 |                                                | Willy Spühler         | Mohammad Reza Pahlavi                  | 1970             |
| 4. Feb. 1970             | Daniel Gagnebin           |                                                | Hans-Peter Tschudi    | Mohammad Reza Pahlavi                  | 1974             |
| 1972                     | Paul Stauffer             | Geschäftsträger                                | Hans-Peter Tschudi    | Mohammad Reza Pahlavi                  | 1974             |
| 30. Sep. 1975            | Charles-Albert Wetterwald |                                                | Pierre Graber         | Mohammad Reza Pahlavi                  | 1978             |
| 1. Juli 1978             | Erik-Roger Lang           |                                                | Willy Ritschard       | Mohammad Reza Pahlavi                  | 31. Juli 1981    |
| 1. Nov. 1981             | Paul Stauffer             |                                                | Kurt Furgler          | Ali Chamenei                           | 31. Dez. 1983    |
| 1984                     | Serge François Salvi      |                                                | Leon Schlumpf         | Ali Chamenei                           | 1986             |
| 1. Dez. 1986             | Heinrich Reimann          |                                                | Alphons Egli          | Ali Chamenei                           | 31. Okt. 1989    |
| 1989                     | Anton Greber              |                                                | Jean-Pascal Delamuraz | Ali Akbar Hāschemi Rafsandschāni       | 1993             |
| 1993                     | Rudolf Weiersmüller       |                                                | Adolf Ogi             | Ali Akbar Hāschemi Rafsandschāni       | 1999             |
| 1999                     | Tim Guldimann             |                                                | Ruth Dreifuss         | Mohammad Chatami                       | 1. Aug. 2004     |
| 1. Aug. 2004             | Philippe Welti            |                                                | Joseph Deiss          | Mohammad Chatami                       | 15. Jan. 2009    |
| 15. Jan. 2009            | Livia Leu                 |                                                | Hans-Rudolf Merz      | Mahmud Ahmadineschad                   | Anfang Juli 2013 |
| 1. Juli 2013             | Giulio Haas               |                                                | Didier Burkhalter     | Mahmud Ahmadineschad                   | 26. Aug. 2017    |
| 27. Aug. 2017            | Markus Leitner            |                                                | Didier Burkhalter     | Hassan Rohani                          | 2021             |
| 11. Dez. 2020            | Christian Dussey          | Funktionsübernahme im Verlauf von 2021         | Ignazio Cassis        | Hassan Rohani                          | 2022             |
| 3. Apr. 2022             | Nadine Olivieri Lozano    |                                                | Ignazio Cassis        | Ebrahim Raisi                          | 2024             |